# Delicate Sound of Thunder (film)
Delicate Sound of Thunder – zapis trasy koncertowej zespołu Pink Floyd, promującej album A Momentary Lapse of Reason.

## Lista utworów
Zawiera utwory:
- Shine on You Crazy Diamond (Pts. I-V) (Waters/Wright/Gilmour)
- Signs of Life (Gilmour/Ezrin)
- Learning to Fly (Gilmour/Anthony Moore/Ezrin/Carin)
- Sorrow (Gilmour)
- The Dogs of War (Gilmour/Moore)
- On the Turning Away (Gilmour/Moore)
- One of These Days (Gilmour/Mason/Waters/Wright)
- Time (Mason/Waters/Wright/Gilmour)
- On the Run (Gilmour/Waters)
- The Great Gig in the Sky (Wright)
- Wish You Were Here (Waters/Gilmour)
- Us and Them (Waters/Wright)
- Money (Waters)
- Comfortably Numb (Gilmour/Waters)
- One Slip (Gilmour/Manzanera)
- Run Like Hell (Gilmour/Waters)
- Shine on You Crazy Diamond (Part IV) (Waters/Wright/Gilmour)

## Skład
Twórcami albumu są:
- David Gilmour – śpiew, gitara
- Richard Wright – śpiew, instrumenty klawiszowe
- Nick Mason – perkusja
- Jon Carin – instrumenty klawiszowe, śpiew
- Guy Pratt – gitara basowa, śpiew
- Gary Wallis – perkusja
- Tim Renwick – gitara, śpiew
- Scott Page – saksofon, gitara
- Durga McBroom – chór
- Margaret Taylor – chór
- Rachel Fury – chór